# 中型自動車

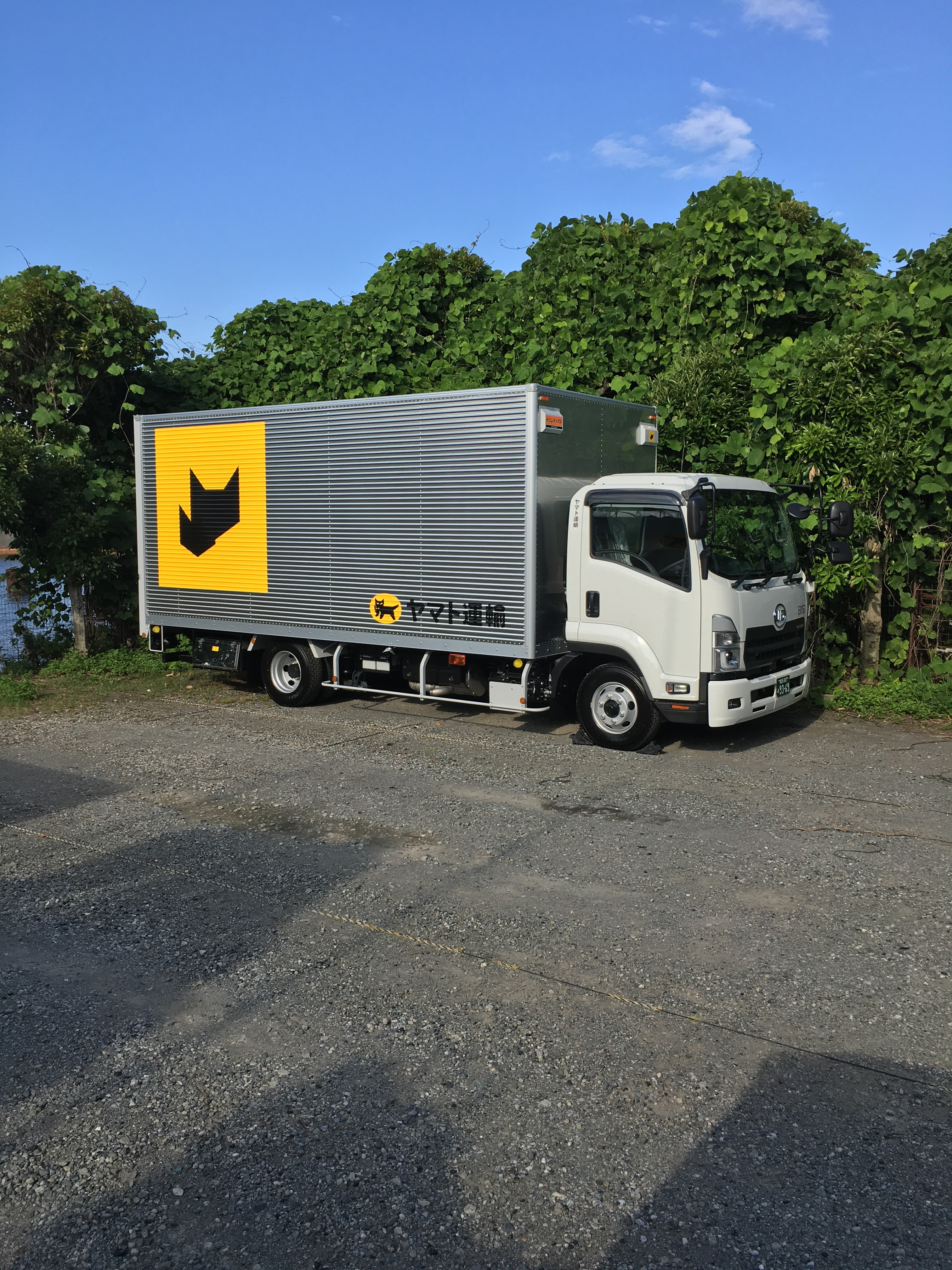
中型自動車の例（UDトラックス コンドル

中型自動車（ちゅうがたじどうしゃ）とは、日本の道路交通法令における自動車の区分のひとつである。大型自動車に該当しない自動車のうち、車両総重量7,500 kg以上11,000 kg未満、最大積載量4,500 kg以上6,500 kg未満または乗車定員11人以上29人以下であるものを指す。
中型自動車免許は、2007年（平成19年）施行の改正道路交通法で新設された運転免許区分である。同年改正法により、中型自動車を公道で運転する場合には、中型自動車免許、中型自動車第二種免許、もしくは大型自動車免許、大型自動車第二種免許（以下それぞれ「大型免許」「大型第二種免許」と略記）の運転免許証が必要となる。

## 新区分制定の背景
道路交通法が制定されたのは、1960年（昭和35年）である。以後、道路事情の整備、車両性能（車台強度、エンジン出力、制動力）、タイヤ性能の向上で、貨物自動車は時代が下るほど法規の枠内で大型化していった。車両総重量11トン以上の大型自動車が貨物自動車の主流となり、また普通自動車免許で運転できるトラックの車両寸法には独自の規定がないため、全長が大型自動車（全長12m×全幅2.5m×全高3.8m以内）と同じ「超々ロング車」も現れた。そのため運転者の技量が実情に追いつかず、普通自動車区分のトラックによる事故が増え始めた。
交通死亡事故において、普通自動車免許・大型自動車免許ともに許可されている上限の車両での事故率が高く、また他の種類の自動車と比べて死亡事故が減っていない。車両総重量別では、車両総重量5トンから8トンという普通免許の上限、および車両総重量11トン以上という大型免許の中でも大型の部類が高い事故率で、この9割以上が貨物自動車だった。
また、日本以外では普通免許で運転できる車両の大きさの上限は、総重量3 - 5トン程度である国家が多く、総重量8トンまで運転できる日本の旧普通免許の上限は、世界的にも突出して大きかったため、世界的な免許区分の趨勢との乖離も問題視されていた。そのため、貨物自動車の大型化に対応し、運転手のスキル不足、知識不足による貨物自動車の事故を抑制し、また世界的な免許区分の趨勢との差違を縮小するために、免許制度を改正し、実情に対応する車両区分を設けることが検討された。
21世紀に入り、道路交通法（及び下位命令）の一部が改定され、2004年（平成16年）6月9日の公布、2006年（平成18年）11月7日の閣議決定を経て、2007年（平成19年）6月2日より改正道路交通法（及び下位命令）で規定される新しい免許区分が施行され、これにより中型自動車免許が新設された。
以下、中型自動車区分を新設した2007年施行の改正道路交通法を、単に2007年法改正または2007年改正法、と記す。
2007年法改正以前の「普通自動車」としていた者の運転免許証は、道交法改正で中型自動車の8トン限定免許（免許証の条件欄に「中型車は中型車 (8 t) に限る」と表記される）となった。なおこれらの「8トン」は最大積載量にかかわらず車両総重量を指す。

## 中型自動車の特徴
具体例としては、一般的な4トン（積）トラックおよび6トン（積）トラック、マイクロバスが該当する。ただし、これらの車両であっても特殊な車体架装などをしている場合などで、中型自動車の定義から外れ大型自動車となる場合もあるため、自動車検査証（車検証）の確認が必要である。

### 車種と改正の経緯
日本における法令上の自動車の区分で、大型自動車と準中型自動車の中間に位置づけられる。道路交通法と同法に基づく命令で規定されている。
2007年（平成19年）法改正前までは、普通自動車の要件は、車両総重量8トン未満、最大積載量5トン未満、かつ乗車定員10人以下であり、いずれか一つ超過すると大型自動車扱いとなった。
2007年（平成19年）法改正後から2017年（平成29年）改正前までの期間、中型自動車は、車両総重量が5トン以上11トン未満、最大積載量は3トン以上6.5トン未満、乗車定員は、改正前大型車のうちマイクロバスの定員範囲に当たる11人以上29人以下、の範囲となった。
さらに、2017年（平成29年）施行の改正道路交通法により準中型自動車区分が新設され、これに伴い中型自動車は、車両総重量が7.5トン以上11トン未満、最大積載量は4.5トン以上6.5トン未満、乗車定員は変わらず11人以上29人以下、の範囲に変更となった。
以下、準中型自動車区分を新設した2017年（平成29年）施行の改正道路交通法を、単に2017年法改正または2017年改正法、と記す。

### 注意点
普通・準中型・中型・大型の各自動車は、車両寸法には制約がない。2017年法改正後の（新）普通免許では最大積載量2トン未満、車両総重量3.5トン未満となる。最大積載量が2トンのトラックでも、ほとんど全ての車種で車両総重量は4トンを超えるため、一般的な1.5トン - 2トン積みトラックは（新）普通免許では運転できなくなった。
なお、2007年法改正以降、2017年法改正前までに普通免許を受けている者は、2017年法改正後は「5トン限定準中型免許」扱いとなり、運転免許証には「準中型で運転できる準中型車は準中型車 (5t) に限る」と免許の条件等が表記される。よって法改正により運転できる車両に変化はない。
また、2007年法改正以前に普通免許を受けている者は、「8トン限定中型免許」扱いとなり、免許証には「中型車は中型車 (8t) に限る」と免許の条件等表記される。そのため、2007年法改正、2017年法改正のいずれによっても運転できる車両に変化はない。
以上のように免許条件と車種が多岐に渡るため、交付されている免許の種類（限定含む）と、運転する自動車の自動車検査証の記載とを照らし合わせて、運転が可能かどうかを事前に十分に確認する必要がある。運転免許の範囲を超える車両を運転した場合、無免許運転（罪）により刑事罰に処されるとともに、即時免許取消（25点）となる（従来の制度における「普通自動車」運転免許しかないのに、大型車や大型特殊車を運転したのと同じ罪になる）。
「5トン限定準中型免許」、「8トン限定中型免許」とも、各限定条件付きの各免許扱いとなる。そのため、限定のない準中型免許、中型免許を取得しようとする場合には新規取得ではなく、運転免許試験場の限定解除審査、または指定自動車教習所で「審査科教習」の講習を受けることになる。

## 特定中型自動車

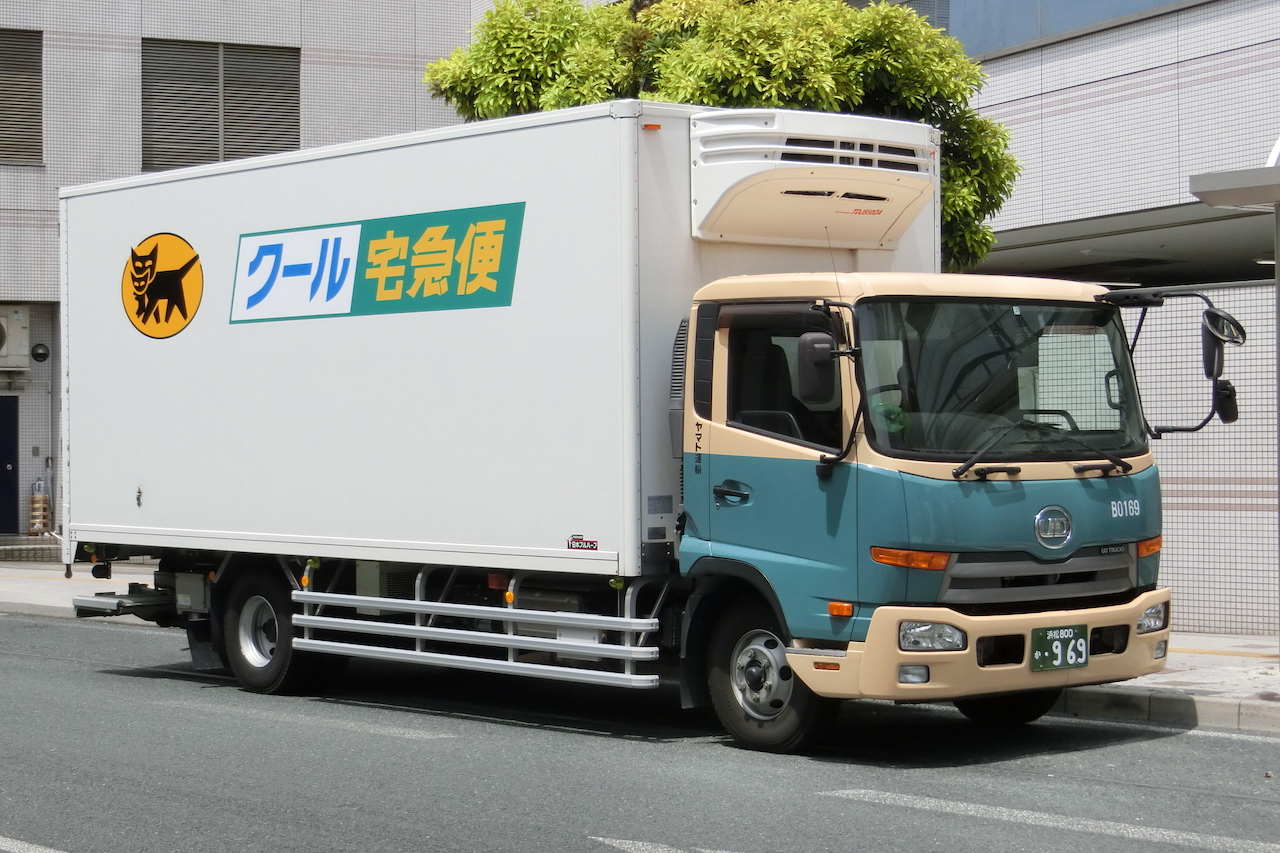
特定中型貨物自動車の例(UDトラックス コンドル ヤマト運輸)

中型自動車を特定中型自動車（以下、「特定中型」と略す）と特定中型以外の中型自動車に分類する場合があり、特に道路標識等において表示されている。根拠法令は道路標識、区画線及び道路標示に関する命令の別表第一（大型貨物自動車等通行止め (305) 内）である。
特定中型自動車とは、車両総重量が8トン以上、最大積載量が5トン以上または乗車定員が11人以上29人以下の中型自動車である。これは2007年法改正前の大型自動車の区分と同じである。したがって、2ナンバー及びナンバープレートが大板の中型自動車が特定中型自動車となる。2ナンバー以外の中板の車両は「特定中型以外の中型自動車」および「準中型自動車」になる。
また、それぞれに貨物・乗用の区分があるため、中型自動車の範疇では理論上、特定中型貨物、特定中型乗用、特定中型以外の中型貨物という3つの区分がある。なお、増トン車以外のいわゆる一般的4トン車は、2007年法改正後は「特定中型以外の中型貨物自動車」である。
|                                | 中型自動車                                        | 中型自動車             | （参考）準中型自動車     |
| 特定中型自動車                 | 特定中型以外の中型自動車                          |                        | （参考）準中型自動車     |
| ------------------------------ | ------------------------------------------------- | ---------------------- | ------------------------ |
| 乗用定員                       | 11人以上、29人以下                                | -                      | 10人以下                 |
| 車両総重量                     | 8トン以上、11トン未満                             | 7.5トン以上、8トン未満 | 3.5トン以上、7.5トン未満 |
| 最大積載量                     | 5トン以上、6.5トン未満                            | 4.5トン以上、5トン未満 | 2トン以上、4.5トン未満   |
| 高速自動車国道における法定速度 | 90 km/h（専ら人を運搬する構造の自動車は100 km/h） | 100 km/h               | 100 km/h                 |

基本的には、定員11人以上の自動車は特定中型自動車として該当する。仮に定員10人以下の乗用車でも、車両総重量が7.5t (7500kg) 以上になる場合には制度上は中型自動車の扱いになる。しかし一般向けに販売されている2 - 10人乗りの乗用車の車両総重量が7.5t (7500kg) を超えることは、トラックをベースにした車体などよほど重い車でなければありえない。従って一般的には普通乗用車の範囲となる。実際には、定員10名（運転手1名+乗客9名）の乗用車では、トヨタ・ハイエースワゴンや日産・キャラバンでも車両総重量は2,500 kg程度であり、（新）普通自動車の枠内に収まる。
なお、2017年改正法によっても、特定中型自動車の範囲に変更はない。よって新たに取得した免許についてだけ扱いが変わるだけとなり、既存の道路標識等上の扱いや、高速自動車国道における法定速度に変更はない。ただし「中型/中乗/中貨」「特定中型/特定中乗/特定中貨以外の中型/中乗/中貨」の表記については、2017年改正法によって定義に変更がある。また、準中型自動車に関しては「準中型/準中乗/準中貨」の表記が新たに追加される。

## 有料路料金区分における中型車
有料道路、特にNEXCO（旧日本道路公団）管理の高速自動車国道の料金区分における「中型車」は、道路交通法における中型自動車という意味ではなく、当該有料道路独自の区分によるものである。NEXCO管理であっても、ETCレーンの無い自動車専用道路や一般有料道路、その他の有料道路においては、別の料金体系が適用される場合が多い。
1ナンバーのうち、普通貨物自動車（車両総重量8トン未満かつ最大積載量5トン未満で3車軸以下のもの、および被けん引車を連結していない2車軸のセミトレーラー用トラクタ）、2ナンバーのうち、マイクロバス（乗用定員11人以上29人以下で全長7メートル未満かつ車両総重量8トン未満のもの）、トレーラー（けん引軽自動車と2車軸以上の被けん引車との連結車両、およびけん引普通車と1車軸の被けん引車との連結車両）、およびこれらに準ずる8ナンバーの特種用途自動車が、NEXCO管理高速道路において「中型車」として料金区分される。

## 免許制度
特殊自動車以外の四輪自動車免許は、1956年8月以降は大型免許と普通免許に分かれていたが、改正前の普通免許で運転可能であったいわゆる4トントラック規模の交通事故の多発を改善するため、2004年（平成16年）に道路交通法が改正され、中型免許を新設することになり、2007年（平成19年）6月2日から施行された。
受験資格は、20歳以上（自衛官は特例で19歳以上）で準中型免許、普通免許、大型特殊免許のいずれかの免許を受けていた期間が通算して2年以上経過した者である。自衛官は特例で19歳以上であればこの期間要件は課されないが、20歳に満たない者は自衛隊用自動車で自衛官が運転するもの以外の中型車の運転ができない。2022年5月13日から、大型免許、中型免許、二種免許の受験資格が緩和され、一定の教習を修了することにより、19歳以上で、かつ普通車、準中型車、大型特殊車免許の何れかを受けていた期間が1年以上あれば受験することができるようになった。中型免許を持つ者が運転できるのは、中型自動車のほか、準中型自動車、普通自動車、小型特殊自動車および原動機付自転車がある。
中型免許で運転できる車両は多岐に渡り、マイクロバスをはじめ様々な四輪自動車を運転することができる。ただし現状は、旧普通免許の区分から新たに中型の区分に組み入れられた車両（いわゆる4トントラックなど）は多いものの、旧大型免許の区分から新たに中型の区分に組み入れられた車両としては、かつてのマイクロ限定運転免許や小型限定貸切事業免許の名残で「マイクロバス」は多いが、貨物車では開発段階から中型免許の区分を考慮して製造された車両は多くない。
しかし、いわゆる4トントラックをベースに最大積載量（および車両総重量）を増した増トン車は、市中での取り回しに優れる4トン車と同等の大きさながら1.5倍近い積載重量を取れること、中型8トン免許保有者が（大型免許の取得に比べ容易な）限定解除審査を受けて運転できること、新車時の価格差や維持費などのメリットがあることから多く見られる。フレームやタイヤの耐荷重の面から、旧普通免許車（車両総重量8t以下）からの改造は一般的とは言い難い。
またバス事業者では、実際に運転するのが法的には中型二種免許で運転可能な車両であっても、大型二種免許の所持を入社条件とする場合が多い。教習費用も大型二種と大きな差はないため中型二種免許の需要は少ない。運転免許においても「大は小を兼ねる」ことから、普通二種・中型二種を飛ばして大型二種免許を取得すれば、同時にタクシーや中型バスの運転も可能となる。

### 8t限定中型免許
改正法施行前に普通自動車免許を受けていた者は、改正後は「中型車 (8t) 限定」の条件を付された中型自動車免許を所持しているとみなされる。その後免許更新の際に、免許の種類は「中型」に変更、免許の条件欄に「中型車は中型車 (8t) に限る」という文言が表示され、施行後も施行前の普通車の範囲内と同様（車両総重量5,000 kg以上8,000 kg未満、最大積載量3,000 kg以上5,000 kg未満、乗車定員10人以下）の中型自動車（AT車限定の条件が課されている者はAT車のみ）を引き続き運転することができる。
なお「中型車は中型車 (8 t) に限る」という文言は、既に大型自動車・大型二種免許を所持している者で旧普通免許を所持していれば同様に記載される（ただし大型免許を所持しているため、中型8tを超えて運転しても違反にはならない）。この場合、眼鏡条件も旧制度のものが適用されるため、旧制度の大型車のみに眼鏡条件がある場合は大型車に加え中型車の眼鏡条件も記載されるが、これまで通り中型8t以下を運転する際には眼鏡条件は適用されない。なお、普通免許にも眼鏡条件があった場合は、大型車、中型車のほかに普通車の眼鏡条件もつくので区別できる。 
2007年改正法による限定なしの中型自動車免許、8 t限定中型自動車免許（= 改正前の普通自動車免許）、普通自動車免許（= 2017年改正後の5t限定準中型自動車免許）を比較すると、以下の表のようになる。
| 項目       | 中型自動車免許                               | 8 t限定免許 | 準中型5t限定免許 |
| ---------- | -------------------------------------------- | ----------- | ---------------- |
| 年齢要件   | 20歳以上 （準中型免許などを取得して2年以上） | 18歳以上    | 18歳以上         |
| 車両総重量 | 11トン未満                                   | 8トン未満   | 5トン未満        |
| 最大積載量 | 6.5トン未満                                  | 5トン未満   | 3トン未満        |
| 乗車定員   | 29人以下                                     | 10人以下    | 10人以下         |
| 深視力検査 | あり                                         | なし        | なし             |
| AT限定免許 | なし                                         | あり        | あり             |

なお経過措置について、施行日時点ですでに免許を保持している者に限られる。改正以降に免許取り消しを受けた者、8t限定の解除を受けた者、8t限定を持ったまま上位免許（大型免許等）を取得した者には経過措置からは外れる。たとえ施行日時点で仮運転免許や卒業証明書を所持していた場合でも、旧普通免許を所持しているわけでは無いため、免許取得後は改正施行に伴う新法上の普通免許として扱われる。このような場合は8t限定免許にはならない。また、旧法における大型免許と普通免許を両方受けていた場合、同じく普通表記が中型へ変更となるが、旧普通免許から切り替わった中型免許として認識するために条件には「中型車は中型車 (8t)に限る 」と条件が付される。この場合、深視力などの事情で大型自動車免許を更新できなかった場合は、8t限定中型免許を取得することができる。

### 限定解除
限定解除については指定自動車教習所で３か月教習を受けて合格するか、もしくは免許試験場に行き、実技試験にて合格して解除するパターンがある。限定解除の合格を受けた場合は免許試験場で必要手続きを行う。この限定解除の場合に限り視力検査は普通免許と同じ視力検査のみで深視力の検査は課されない。次に限定解除後は8t限定免許に戻れない説明を受け、必ず了承することが条件である。了承したことで限定解除となり条件なしの中型免許として更新が可能になる。内容を承諾せず拒否をした場合は限定解除はできない。ただし、教習所の入校手続きで視力だけでなく深視力も検査する場合があり、見えない場合は入校できない。
限定免許は経過措置のため限定解除をした時点で経過措置から外れ、次回3年から5年後、または深視力検査が必要な免許を取得した場合の視力検査は、限定なし中型免許の更新となり、都度更新のたび深視力検査を含めた適性検査を受ける必要がある。検査の結果不合格の場合は普通免許（車両総重量3.5t未満、2024年4月現在）の交付となる。
また、有効期限を過ぎて免許を失効させた場合、6か月以内（いわゆる「うっかり失効」）であれば再度8t限定中型免許を受けることができるが、それ以降に再取得しようとした場合には現行法の規定により普通免許か準中型免許のみしか取得できない。更に準中型免許を希望の場合は中型免許と同じ深視力検査を含めた検査を受け、不合格を受けた場合は新制度の普通免許しか受けることができない。
なお、「中型車 (AT 8t) 限定」からAT限定のみを解除して「中型車 (8t) 限定」に変更する場合に限り、普通乗用車で教習・試験が行われる。ただし教習所で限定解除する場合は指導員が中型免許の教習指導が出来る人でなければならない。。
また、改正直前に普通自動車免許を新規取得した場合（例：2007年05月20日に新規取得）、改正後に他の免許取得などで免許証が新しくなった場合（例：2007年6月20日に自動二輪免許取得など）は表記が8t限定記載の中型自動車免許になるが、取得から1年は経っていないため初心運転者期間が引き続き適用される（現在は6か月以上でやむをえない場合のみ）。加えて6か月以上やむを得ない理由で更新できなかった場合（3年未満に限る）は再取得から1年間は初心運転者の扱いになるので注意が必要になる。これは旧普通免許に対する既得権として残されているだけで、新法の免許制度ではないためである。
なお、中型二種8t限定を審査解除する場合、および中型二種免許の取得を前提に中型仮免許の試験を受ける場合は、運転免許試験場にて9mバス（旧制度における大型二種試験車であった車両）を使用するため、「隘路」の課題では車体後方が後端より1m程度「Aライン」内に収まらない計算となる。これは試験課題の設定が、全長7m弱の中型一種免許試験車を想定してライン引きされているためであり、中型二種免許試験および中型二種8t限定を審査解除の場合は、その左右に引かれたラインを仮想延長し、仮想ライン上にタイヤ・車体が重ならないことが前提となる。

## 自動車重量税を基準とした中型自動車
自動車重量税は一般的に、自動車購入時や車検時に同時に納付する。また自動車重量税は、同じ乗用車（ナンバープレートの分類番号の上1桁が3・5・7）でも500kgごとに納付額が異なる。そのため車検の料金表などでは、乗用車については車両重量が1,000kgを超え、かつ1,500kg以下の車両を指して「中型自動車」または「中型乗用車」と表記されることが多い。
貨物自動車については車検の料金表などで「中型貨物車」と表記されることはなく、道路運送車両法に基づき小型貨物車（4ナンバー車：分類番号の上1桁が4・6）と普通貨物車（1ナンバー車：分類番号の上1桁が1）で分類し、さらに重量で細分化されている。